# イラン・トマン

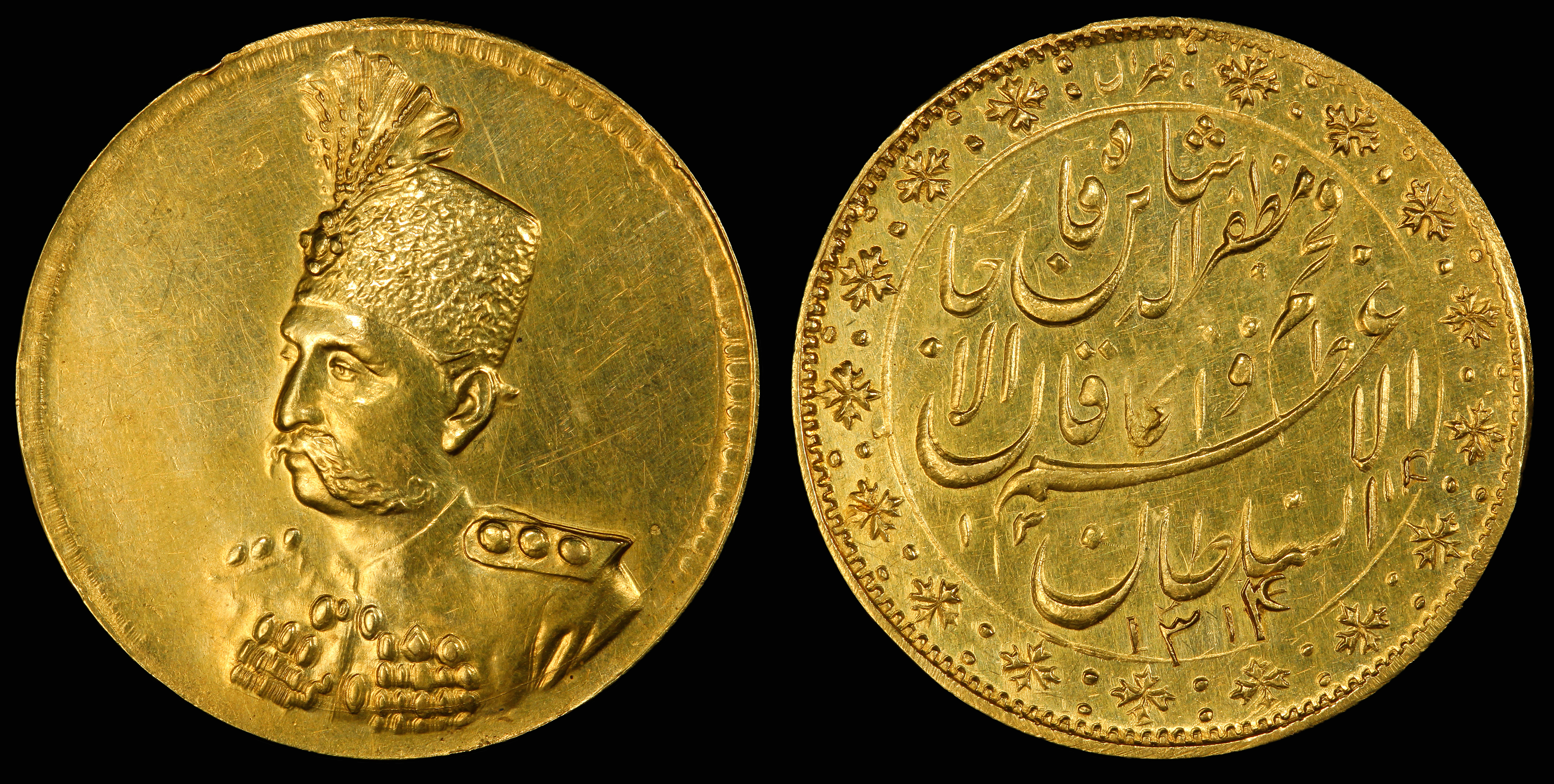

イラン・トマン(ペルシア語: تومان, 発音[toˈmɒːn])は、イラン・リヤルの前身であるイランの公式通貨。トマンはモンゴル語で10000を意味する言葉「トゥメン」に由来しており、1932年までパフラヴィー朝の通貨だった。補助単位はディナールで、1トマン=10000ディナールだった。1798年から1825年の間、トマンは1/8リヤルに細分化されており、よって1トマン=1250ディナールだった。1825年にイラン・キランが誕生すると、1トマン=1000ディナール、10キランに設定された。
1932年に、トマンは1トマン=10リヤル(即ち、1リヤル=1キランと設定されている)の為替レートに設定される形で、リヤルに取って代わられた。しかしリヤルがイランの公式通貨となった今でも、多くのイラン人は、毎日の取引に10リヤル単位の生産量の金高に対してトマンの単位を採用している。非公式な環境では、トマンは大抵1,000トマンか1,000,000トマンを参考にされる。生産量の大きさの区分としてのトマンはあらゆる環境に表れていると考えられる。

## 硬貨
イランの金貨はトマンに鋳造され、銅貨や銀貨はディナール, リヤル, キランに鋳造された。硬貨の発明前までは、¼, ½ そして1トマン貨が鋳造された。硬貨では1⁄5, ½, 1, 2, 5 そして 10トマン貨が鋳造された。最後のトマン金貨は1965年に鋳造され、次第にイランの公式通貨からトマン貨は消えていった。 

## 紙幣
1890年に、ペルシア帝国銀行は1, 2, 3, 5, 10, 20, 25, 50, 100, 500 そして 1000トマン紙幣を発行した。これらの紙幣は1923年まで発行されていた。1924年に第2シリーズとして、1, 2, 5, 10, 20, 50 そして 100トマン紙幣に再発行され、1932年のリヤル制定まで続いた。高デノミ下での紙幣は、度々偽造が行われる事が社会問題化していた。一般には、普通銀行で発行されるトマン紙幣の価値は、1,000; 2,000; 5,000; 10,000; 50,000; そして100,000トマン紙幣が発行される程、下落していった。